# NGC 533
NGC 533 (други обозначения – UGC 992, MCG 0-4-131, ZWG 385.121, PGC 5283) е елиптична галактика (E3) в съзвездието Кит.
Обектът присъства в оригиналната редакция на „Нов общ каталог“.